# Antoon Gheringh

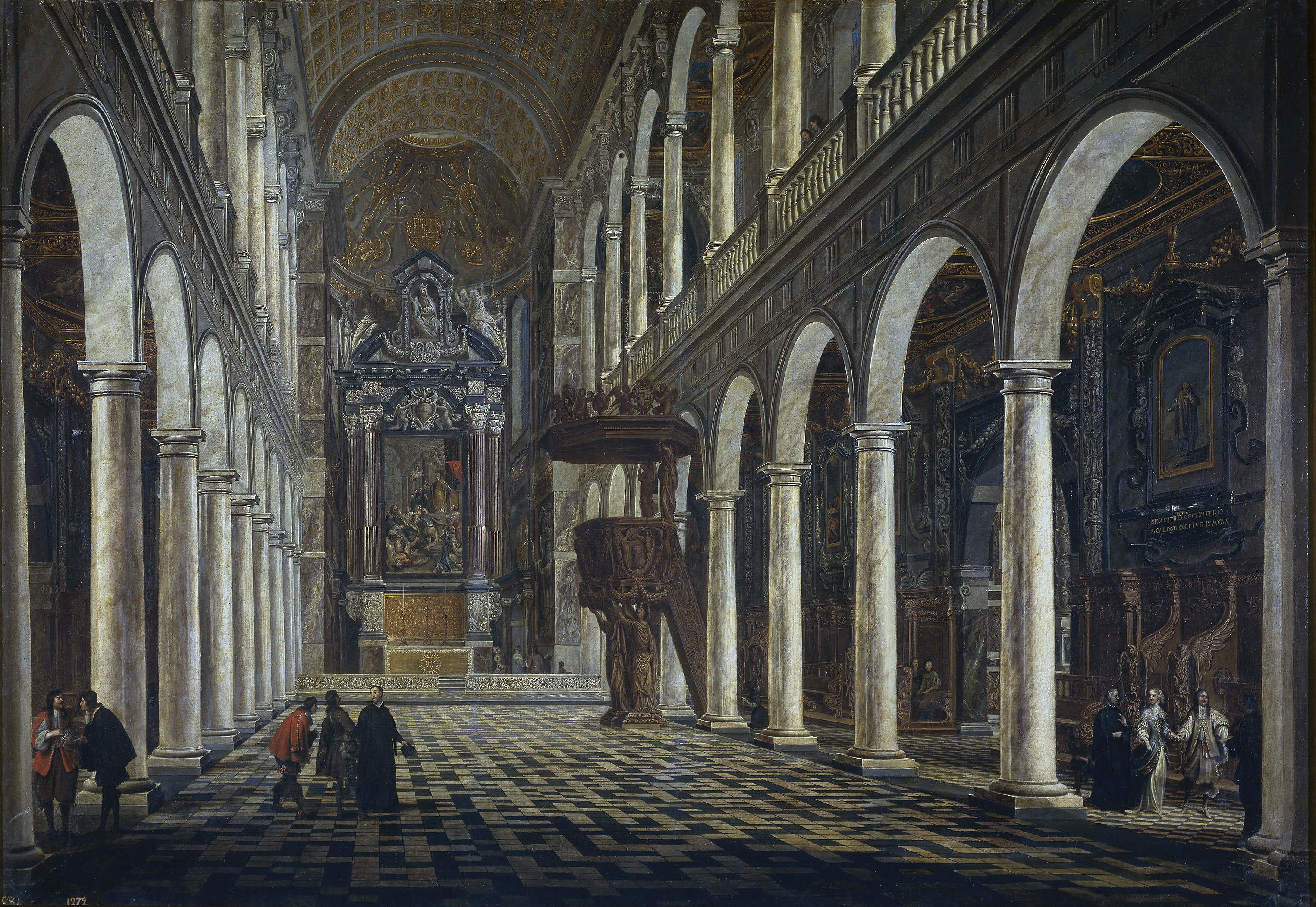
L'església dels jesuïtes a Anvers, oli sobre llenç, 84 x 121 cm, Museu del Prado (Madrid)

Antoon Gheringh (fl. 1641 – 1668), va ser un pintor barroc flamenc especialitzat en la pintura d'arquitectures, principalment interiors d'esglésies. Tot i que d'origen alemany, les primeres notícies que d'ell es tenen el situen a Leeuwarden entorn de 1640-1650. El 1662 se'l documenta com a mestre en el gremi de Sant Lluc d'Anvers, on va morir el 1668. Com altres pintors flamencs dedicats a la pintura d'interiors va continuar en dates avançades valent-se dels fons en reculada artificialment exagerats a la manera de Hans Vredeman de Vries a qui, si no hi ha altre remei, es remunten. Seguidor de Viviano Codazzi i de Pieter Neefs el Vell, va mostrar especial predilecció pels sumptuosos interiors barrocs, especialment el de l'església jesuítica de Sant Carles Borromeu d'Anvers que, com Wilhelm Schubart von Ehrenberg, va pintar en més d'una ocasió (Viena, Kunsthistorisches Museum; Madrid, Museu del Prado; Múnic, Alte Pinakothek; Wurzburg, Martin-von-Wagner-Museum de la Universitat de Würzburg i altres). L'església en si mateixa suposava una innovació important en l'arquitectura nòrdica, i el seu interior, decorat segons els dissenys de Rubens, va resultar destruït per un incendi el 1718, per la qual cosa solament a través d'aquestes pintures cal fer-se una idea de la seva monumentalitat barroca original.